# Theodorus Gaza

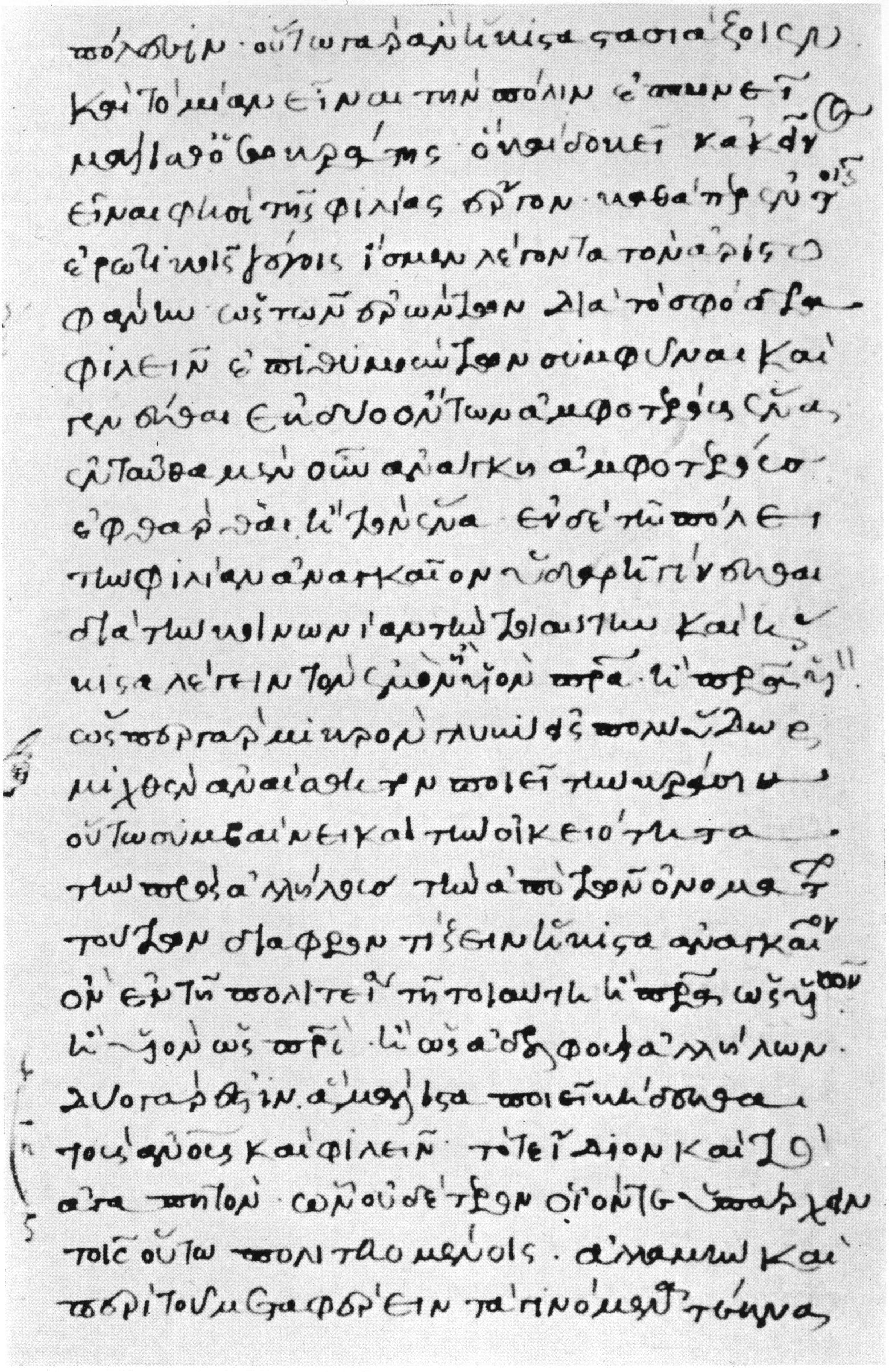
Aristoteles, Politik II 4 in der von Gazes geschriebenen Handschrift Udine, Biblioteca Arcivescovile, 258, fol. 24r (Mitte des 15. Jahrhunderts)

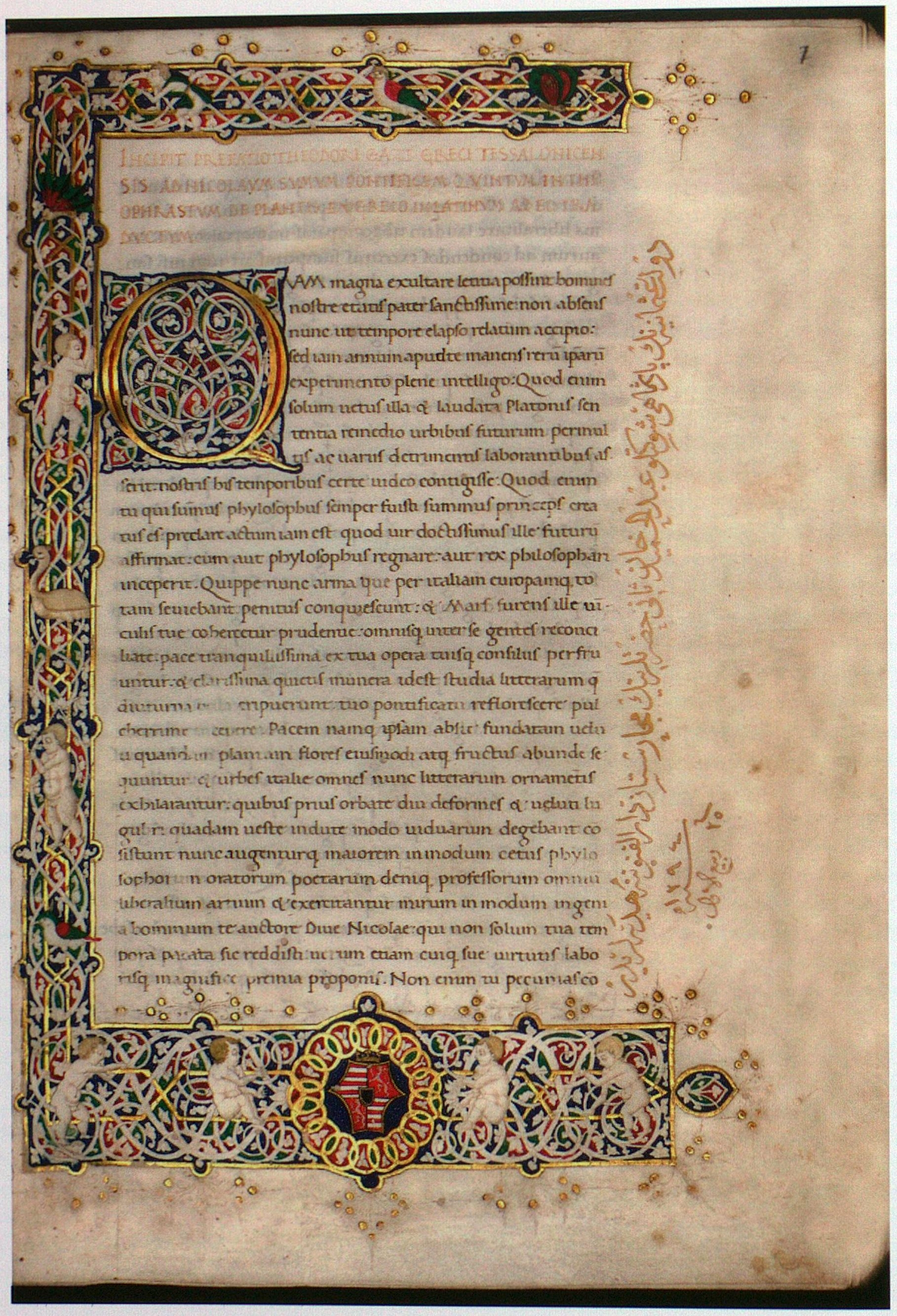
Der Anfang von Gazas Vorrede zu seiner lateinischen Übersetzung von Theophrasts Historia plantarum in der 1460/1470 angefertigten Handschrift Budapest, Egyetemi Könyvtár, Cod. Lat. 1, fol. 1r

Theodorus Gaza (mittelgriechisch Θεόδωρος Γαζῆς Theódoros Gazís, lateinisch auch Thessalonicensis, Thessaloniceus, italienisch Teodoro Gaza; * um 1410 in Thessaloniki; † um 1475 in San Giovanni a Piro in Kampanien) war ein byzantinischer Emigrant. Er war Humanist, Übersetzer und einer der Wiedererwecker der griechischen Literatur in Italien.

## Leben und Wirken
Wahrscheinlich zu Studienzwecken zog er um 1422/23 nach Konstantinopel, wo er vor 1427 als Kopist der Handschrift Vaticanus graecus 1334 tätig war, im Auftrag des Humanisten Francesco Filelfo, den er bei dessen Aufenthalt in der byzantinischen Hauptstadt kennengelernt hatte. 1440 kam er, wohl bereits im Besitz einer bemerkenswerten Zahl griechischer Handschriften, nach Italien, wo er über Palermo und Pisa zunächst  Pavia erreichte, um dort zu studieren, möglicherweise Medizin. 1442 war er als Kopist für Filelfo in Mailand tätig. In diese Zeit gehört auch die Abfassung einer griechischen Elegie, die Cyriacus von Ancona gewidmet war. 1443 ging Gazes nach Mantua zu Vittorino da Feltre, um Griechisch zu lehren und sich selbst in der Kenntnis der lateinischen Sprache weiterzubilden. 1446 holte Giovanni Aurispa ihn nach Ferrara. Dort wurde er Professor der griechischen Sprache an der neu gegründeten Universität Ferrara, studierte daneben aber weiter Medizin und wurde 1448–1449 von den Artisten als Rektor gewählt. Einen Ruf nach Florenz lehnte er mit der Begründung ab, bald in seine Heimat zurückkehren zu wollen. In Ferrara entstand wahrscheinlich bereits seine griechische Grammatik, die 1495 von Aldo Manuzio in Venedig gedruckt wurde.
In den ersten Monaten des Jahres 1450 ging Gazes nach Rom. Dort gehörte er zu einer Gruppe führender Humanisten, denen vom bildungsfreundlichen Papst Nikolaus V. die Übersetzung antiker griechischer Schriftsteller anvertraut war. Auch in den Gelehrtenkreis um den Kardinal Bessarion wurde er aufgenommen. Nach dem Tod des Papstes zog Gazes an den Hof von Neapel. In Kontroversen war er mit Georgios Trapezuntios verwickelt. Nach dem Tod des Königs Alfons I. von Neapel zog Gazes sich in die Diözese Policastro zurück, der Zeitpunkt ist allerdings umstritten. Im Kloster San Giovanni fungierte er als Prokurator des Kommendatarabtes Bessarion. Ab 1467 war Gazes wieder in Rom. Nach dem Tod Bessarions wurde seine wirtschaftliche Lage zunehmend kritischer, da er von Sixtus IV. nicht die erhoffte Unterstützung erhielt. 1474 zog er sich deshalb wieder nach Kampanien zurück. Der Zeitpunkt seines Todes ist unsicher, 1477 werden seine testamentarischen Verfügungen ausgeführt. Verschiedene Gedenkschriften lassen 1475 als Todesjahr wahrscheinlich erscheinen. Die Bücher gingen an Demetrios Chalkondyles.
Er machte die aristotelischen Schriften durch Übersetzungen und Untersuchungen bekannt. Daneben übersetzte er Theophrast und Hippokrates ins Lateinische, Cicero aus dem Lateinischen ins Griechische.

## Rezeption
Nach Gaza benannt sind die Pflanzengattungen Gazania Gaertn. und Gazaniopsis C.Huber aus der Familie der Korbblütler (Asteraceae).

## Textausgaben
- Theodori Gazae Thessalonicensis Grammaticae institutionis libri duo, nempe Primus & Secundus, sic translati per Erasmum Roterodamum … Johann Froben, Basel 1516, urn:nbn:de:bvb:12-bsb00002910-2